# Wimbledon Championships 1981
Die 95. Wimbledon Championships fanden vom 22. Juni bis zum 4. Juli 1981 in London, Großbritannien statt. Ausrichter war der All England Lawn Tennis and Croquet Club.

## Herreneinzel

### Setzliste
| Nr. | Spieler         | Erreichte Runde |
| --- | --------------- | --------------- |
| 01. | Björn Borg      | Finale          |
| 02. | John McEnroe    | Sieg            |
| 03. | Jimmy Connors   | Halbfinale      |
| 04. | Ivan Lendl      | 1. Runde        |
| 05. | Gene Mayer      | Rückzug         |
| 06. | Brian Teacher   | 2. Runde        |
| 07. | Brian Gottfried | 2. Runde        |
| 08. | Roscoe Tanner   | 2. Runde        |

| Nr. | Spieler          | Erreichte Runde |
| --- | ---------------- | --------------- |
| 09. | José Luis Clerc  | 3. Runde        |
| 10. | Guillermo Vilas  | 1. Runde        |
| 11. | Víctor Pecci     | 1. Runde        |
| 12. | Peter McNamara   | Viertelfinale   |
| 13. | Yannick Noah     | 1. Runde        |
| 14. | Wojciech Fibak   | Achtelfinale    |
| 15. | Balázs Taróczy   | 3. Runde        |
| 16. | Vitas Gerulaitis | Achtelfinale    |

## Dameneinzel

### Setzliste
| Nr. | Spielerin           | Erreichte Runde |
| --- | ------------------- | --------------- |
| 01. | Chris Evert-Lloyd   | Sieg            |
| 02. | Hana Mandlíková     | Finale          |
| 03. | Tracy Austin        | Viertelfinale   |
| 04. | Martina Navratilova | Halbfinale      |
| 05. | Andrea Jaeger       | Achtelfinale    |
| 06. | Wendy Turnbull      | Viertelfinale   |
| 07. | Pam Shriver         | Halbfinale      |
| 08. | Virginia Ruzici     | Viertelfinale   |

| Nr. | Spielerin        | Erreichte Runde |
| --- | ---------------- | --------------- |
| 09. | Sylvia Hanika    | 1. Runde        |
| 10. | Mima Jaušovec    | Viertelfinale   |
| 11. | Dianne Fromholtz | 3. Runde        |
| 12. | Kathy Jordan     | Achtelfinale    |
| 13. | Bettina Bunge    | 2. Runde        |
| 14. | Barbara Potter   | Achtelfinale    |
| 15. | Regina Maršíková | 1. Runde        |
| 16. | JoAnne Russell   | 1. Runde        |

## Herrendoppel

### Setzliste
| Nr. | Paarung                        | Erreichte Runde |
| --- | ------------------------------ | --------------- |
| 01. | Peter Fleming John McEnroe     | Sieg            |
| 02. | Peter McNamara Paul McNamee    | Halbfinale      |
| 03. | Bob Lutz Stan Smith            | Finale          |
| 04. |                                | Rückzug         |
| 05. | Heinz Günthardt Balázs Taróczy | Achtelfinale    |
| 06. | Marty Riessen Sherwood Stewart | 2. Runde        |
| 07. | Bruce Manson Brian Teacher     | 1. Runde        |
| 08. | Brian Gottfried Raúl Ramírez   | Achtelfinale    |

| Nr. | Paarung                      | Erreichte Runde |
| --- | ---------------------------- | --------------- |
| 09. | Kevin Curren Steve Denton    | 2. Runde        |
| 10. |                              | Rückzug         |
| 11. | Tim Gullikson Bernie Mitton  | 2. Runde        |
| 12. | Fritz Buehning Ferdi Taygan  | Viertelfinale   |
| 13. | Pavel Složil Tomáš Šmíd      | 2. Runde        |
| 14. | Andrew Pattison Butch Walts  | 1. Runde        |
| 15. | Craig Edwards Eddie Edwards  | 1. Runde        |
| 16. | Frew McMillan Buster Mottram | Achtelfinale    |

## Damendoppel

### Setzliste
| Nr. | Paarung                         | Erreichte Runde |
| --- | ------------------------------- | --------------- |
| 01. | Kathy Jordan Anne Smith         | Finale          |
| 02. | Martina Navratilova Pam Shriver | Sieg            |
| 03. | Rosie Casals Wendy Turnbull     | 2. Runde        |
| 04. | Sue Barker Ann Kiyomura         | Halbfinale      |
| 05. | Candy Reynolds Paula Smith      | Achtelfinale    |
| 06. | Barbara Potter Sharon Walsh     | Viertelfinale   |

| Nr. | Paarung                         | Erreichte Runde |
| --- | ------------------------------- | --------------- |
| 07. | Rosalyn Fairbank Tanya Harford  | Halbfinale      |
| 08. |                                 |                 |
| 09. | JoAnne Russell Virginia Ruzici  | Achtelfinale    |
| 10. | Sylvia Hanika Andrea Jaeger     | Achtelfinale    |
| 11. | Chris Evert-Lloyd Virginia Wade | Viertelfinale   |
| 12. | Mary-Lou Piatek Wendy White     | Achtelfinale    |

## Mixed

### Setzliste
| Nr. | Paarung                      | Erreichte Runde |
| --- | ---------------------------- | --------------- |
| 01. | Tracy Austin John Austin     | Finale          |
| 02. | Betty Stöve Frew McMillan    | Sieg            |
| 03. | Wendy Turnbull Marty Riessen | Achtelfinale    |
| 04. |                              | Rückzug         |

| Nr. | Paarung                         | Erreichte Runde |
| --- | ------------------------------- | --------------- |
| 05. | Dianne Fromholtz Mark Edmondson | 1. Runde        |
| 06. | Anne Smith Steve Denton         | 1. Runde        |
| 07. | Tanya Harford Kevin Curren      | Viertelfinale   |
| 08. |                                 | Rückzug         |